# Famille Carradine
Cette page explique l’histoire ou répertorie les différents membres de la famille Carradine.
La famille Carradine est une famille d'acteurs américains dont font partie :
- John Carradine (1906-1988) ;
  - David Carradine (1936-2009), fils de John ;
  - Keith Carradine (né en 1949), fils de John ;
    - Martha Plimpton (née en 1970), fille de Keith ;

  - Robert Carradine (né en 1954), fils de John ;
    - Ever Carradine (née en 1974), fille de Robert.